# 迪亚斯-达维拉
迪亚斯-达维拉是巴西巴伊亚州的一个市镇。总面积207.504平方公里，总人口57708人，人口密度278.1人/平方公里。